# Бронетехника Венгрии в 1920—1945 годах

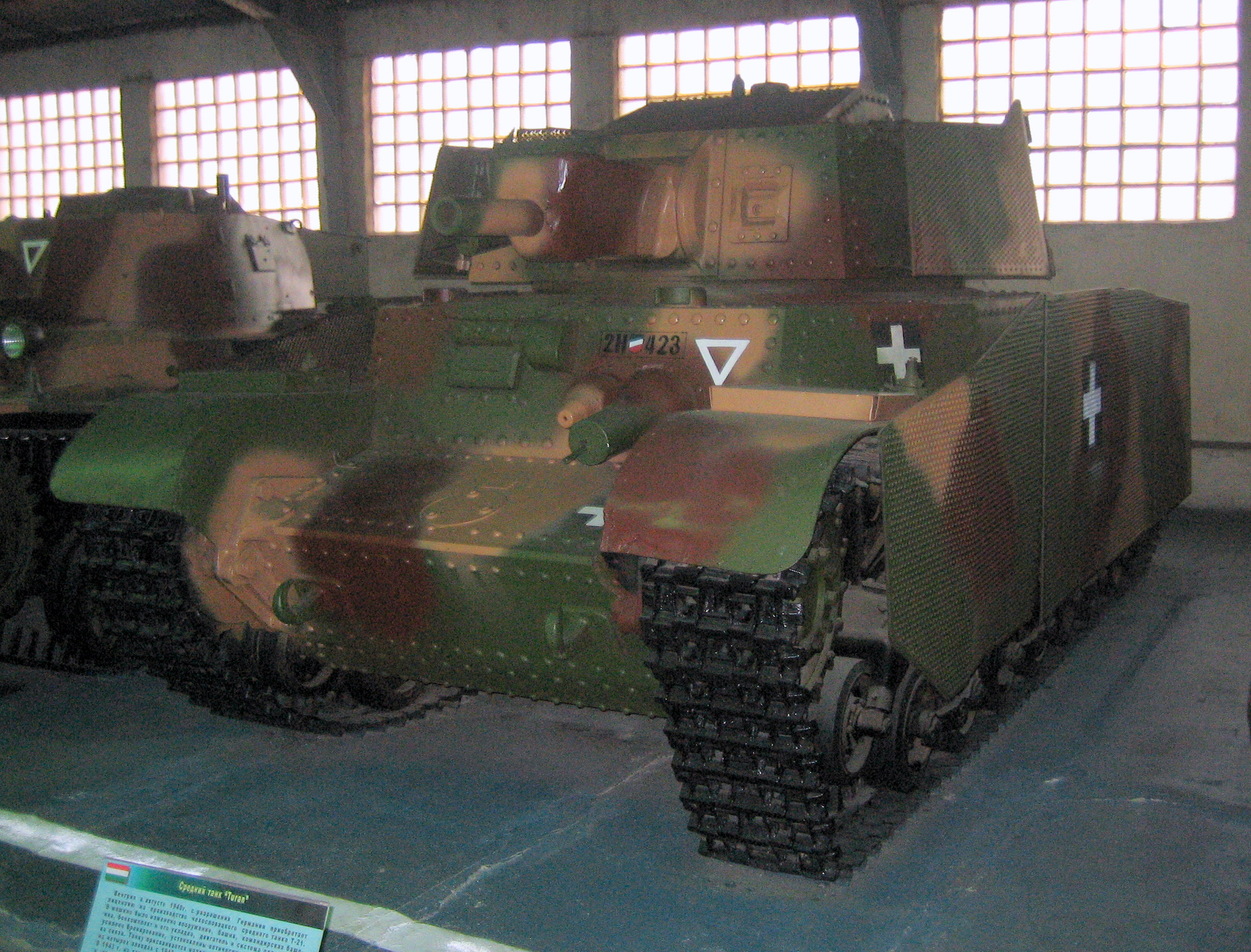
Танк 40.M «Туран», составлявший основу венгерских бронетанковых войск на завершающем этапе Второй мировой войны

Бронетехника в Венгрии в ограниченных масштабах использовалась ещё войсками Австро-Венгрии в Первой мировой войне, однако подписанный в 1920 году Трианонский договор запретил ей иметь бронетехнику, за исключением незначительного количества бронеавтомобилей для полицейской службы. Тем не менее, Венгрия на протяжении 1920-х годов неоднократно тайно нарушала эти запреты, а с конца 1920-х — начала 1930-х годов фактически открыто перестала соблюдать их. С 1934—1936 годов Венгрия начала открытое массовое перевооружение войск бронетехникой итальянского производства, параллельно как осуществляя попытки разработки бронетехники собственными силами, так и ведя поиск альтернативных поставщиков.
Так как неоднократные попытки создать танк собственными силами успехом не увенчались, Венгрией производились модифицированные варианты лёгкого и среднего танков шведской и чехословацкой разработки, которые, несмотря на свою устарелость, составили основу венгерских бронетанковых войск. Помимо этого Венгрией в период Второй мировой войны серийно производились САУ на базе этих танков, а также бронеавтомобили собственной разработки. В общей сложности с 1939 по 1944 год, до оккупации Германией, Венгрией было выпущено около 650 танков, 200 САУ и 135 бронеавтомобилей. Кроме того в годы войны Венгрия получила, прежде всего за счёт закупок в Германии, около 400 танков и САУ, в основном германского и чехословацкого производства.

## История развития
Королевство Венгрия была одним из немногих второстепенных стран-членов «Оси», которые обладали собственной развитой автобронетанковой промышленностью. Венгерские предприятия машиностроения, такие как Manfred Weiss, Raba, MAVAG, Ganz, Uhri Testvérek Autókarosszéria és Járműgyár были созданы ещё во времена Австро-Венгерской Империи и в мирное время производили грузовые автомобили, автобусы, железнодорожную технику и прочее. С началом Второй мировой войны некоторые из них перешли на производство бронеавтомобилей, танков, самоходок. Однако отсутствие достаточного количества сырья, небольшие мощности предприятий и ограниченное финансирование не позволяли выпускать количество бронетехники равное, даже Италии.

### Межвоенный период

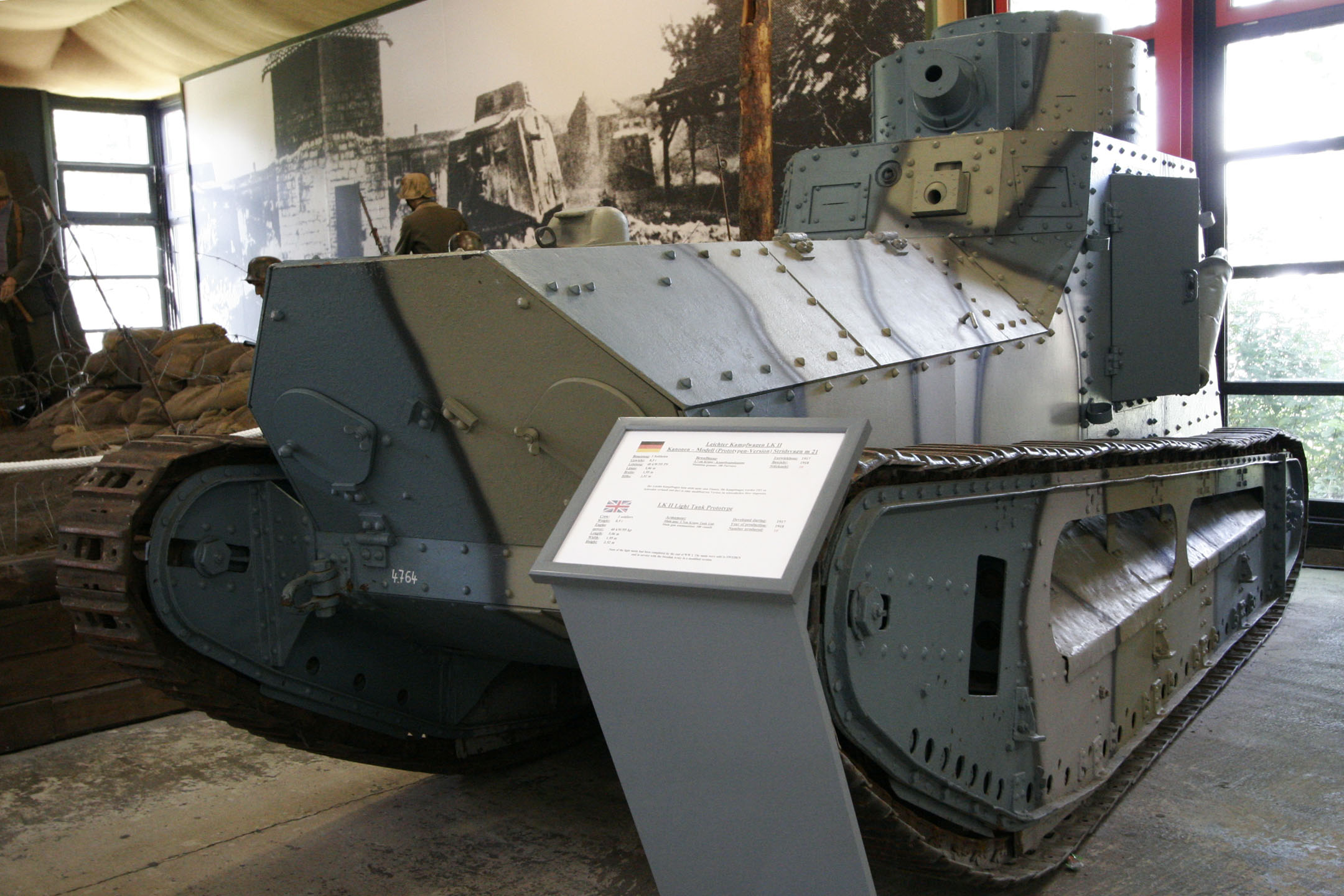
Лёгкий танк LK II

По условиям Трианонского договора, заключённого в 1920 году, на армию проигравшей в Первой мировой войне Венгрии были наложены жёсткие ограничения: среди прочего, ей запрещалось иметь бронетехнику. В 1922 году, однако, Венгрии было позволено создать одну роту из 12 бронеавтомобилей для нужд полиции, на случай возможных беспорядков. К тому времени страна располагала лишь двумя машинами, оставшимися от австро-венгерской армии, но позднее рота получила 12 бронеавтомобилей Raba V.P., изготовленными в Венгрии в 1925 году. Помимо этого, практически с самого заключения договора, Венгрией предпринимались попытки его обойти. Уже весной 1920 года был приобретён лёгкий танк LK II германской разработки, а вскоре и ещё 13 машин этого типа. Хотя контрольной комиссии Антанты об этом стало известно, обнаружить их не удалось, так как все танки были спрятаны и, за исключением двух машин, разобраны на части.

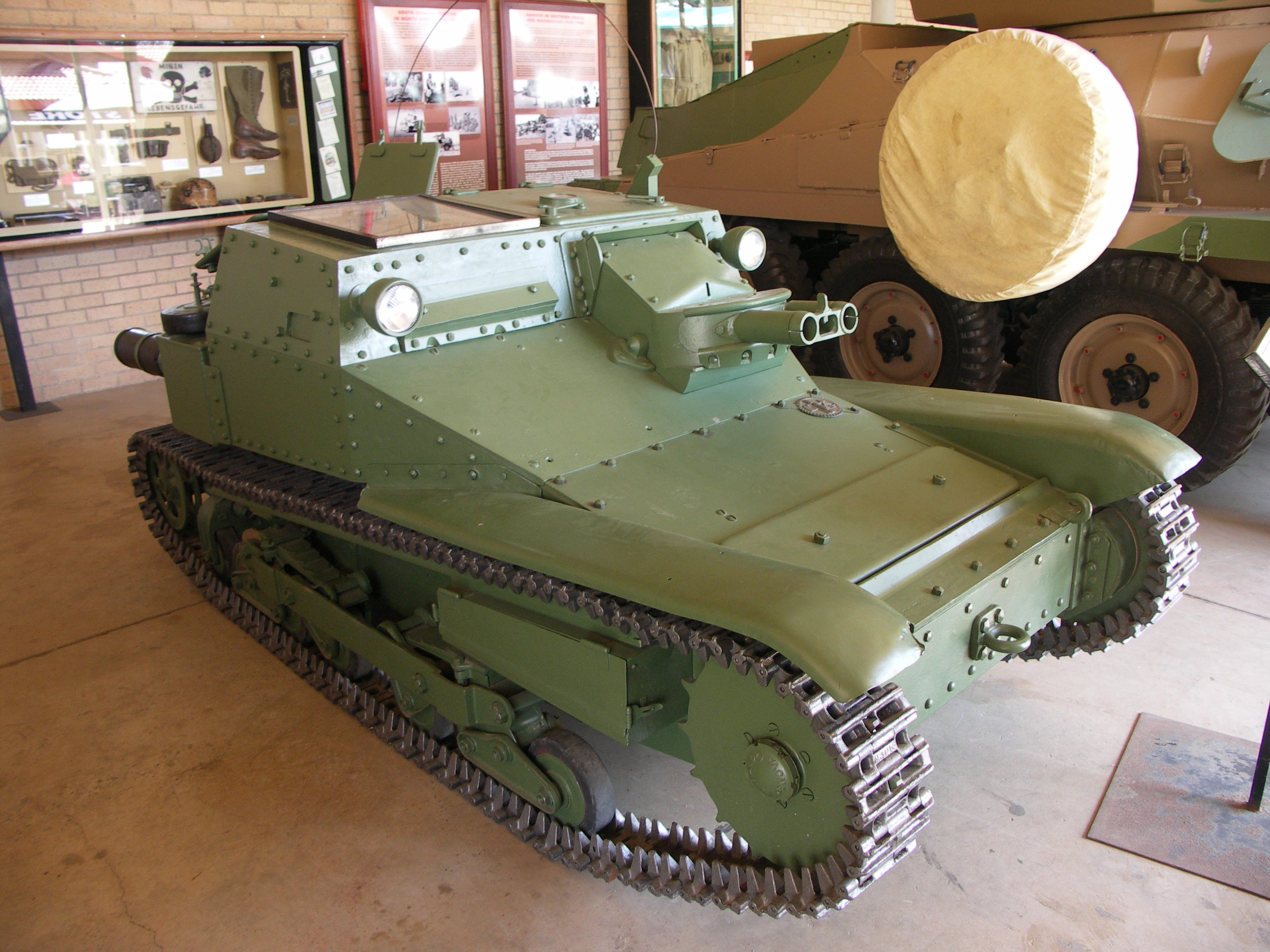
Танкетка C.V.3/35

В конце 1920-х — начале 1930-х годов Венгрия начала более открытое перевооружение армии бронетехникой. При этом Великобритания, стремясь противопоставить Венгрию странам «Малой Антанты», в тот период предпочитала игнорировать нарушения договора. В 1928 году были приобретены две британские танкетки «Карден-Лойд» Mk.IV, а в 1931 году — пять итальянских лёгких танков «Фиат 3000». В 1932 году в Великобритании был приобретён ещё один образец танкетки, на этот раз «Карден-Лойд» Mk.VI.
Более массовая закупка бронетехники была начата в середине 1930-х годов, вновь в Италии. Первая партия из 25 танкеток C.V.3/33, получивших в венгерской армии обозначение 35.M, была закуплена, по разным данным, в 1934 или же в августе 1935 года; по другим данным, партия состояла из 30 машин. В 1936 году была закуплена партия из, по разным данным, 121 или 125 танкеток улучшенной модели C.V.3/35, получившей обозначение 37.M. Все итальянские танкетки были перевооружены пулемётами венгерского образца, командирские машины получили также командирские башенки квадратной формы.
Более интенсивное вооружение армии бронетехникой началось после принятия в 1937 году комплексной программы реорганизации армии «Хуба I» (венг. Huba I). На протяжении 1930-х годов Венгрией неоднократно предпринимались попытки различными путями получить более совершенные боевые машины, чем итальянские танкетки. Неудачей закончилась первая попытка разработки танка собственными силами. Лёгкий плавающий колёсно-гусеничный танк V-4, созданный заводом «Вейсс Манфред» под руководством конструктора Н. Штраусслера, к 1940 году был построен и прошёл испытания, но из-за его малоудачной и устаревшей к тому времени конструкции было принято решение об отказе от дальнейших работ в этом направлении в пользу использования зарубежных разработок. В 1937 году были закуплены образцы двух лёгких танков: германского Pz.KpfW.I и шведского L-60 и после испытаний, в которых, по некоторым данным, принял участие также уже изготовленный прототип V-4, в 1938 году Венгрией была приобретена лицензия на производство L-60 у фирмы «Ландсверк».

### Вторая мировая война
Королевство Венгрия вступило во Вторую мировую войну в апреле 1941 года, проведя совместно с Германией и Италией вторжение в Королевство Югославия и оккупировав там небольшую территорию в северной части. Венгерская бронетехника приняла участие во вторжении в 10 бригадах 3-й армии, где 3 три бригады были сведены в так называемый подвижный корпус. Каждая из трёх бригад «подвижного корпуса» получила бронетанковый разведывательный батальон трёхротного состава. В состав каждого батальона входили рота из 18 танкеток L3/35, рота из 18 танков «Толди» и рота бронеавтомобилей Csaba.
К лету 1941 года мобильный корпус имел в своём распоряжении 195 единиц бронетехники: 81 легкий танк «Толди», 65 итальянских танкеток L3, 49 бронеавтомобилей «Чабо». При нападении на СССР венгерская армия продвигалась по Украине потеряв к концу ноября большое количество живой силы и почти всю свою бронетехнику, после чего мобильный корпус был возвращён в Венгрию для пополнения и отдыха.

## Эксплуатация и боевое применение
В 1928 году была сформирована 1-я танковая рота, в состав которой вошли два остававшихся в целом виде LK II вместе с пятью вновь собранными, а после закупки дополнительных танков в 1931 году рота была перевооружена двумя взводами, по пять LK II или «Фиат 3000» в каждом. Закупка итальянских танкеток позволила сформировать из них семь рот по 18 машин, вошедших по 2—3 роты в состав 1-й и 2-й кавалерийских и 2-й механизированной бригад.